# Луганський окружний адміністративний суд
Луганський окружний адміністративний суд — місцевий спеціалізований адміністративний суд першої інстанції, розташований у місті Сєвєродонецьку, юрисдикція якого поширюється на Луганську область.

Колишня будівля суду в Луганську (фото 2011 р.)

До початку захоплення Росією сходу України суд розташовувався в м. Луганську, за адресою вулиця Поштова, 1. В липні 2014, у зв'язку з проведенням антитерористичної операції, Луганський окружний адміністративний суд призупинив свою роботу у повному обсязі. 12 листопада 2014 року місцезнаходження суду змінено з Луганська на Сєвєродонецьк, а з 27 березня 2015 року судом відновлено здійснення правосуддя за новою адресою.

## Компетенція
Місцевий адміністративний суд при здійсненні судочинства керується Кодексом адміністративного судочинства України. Він розглядає адміністративні справи, тобто публічно-правові спори, у яких хоча б однією зі сторін є орган виконавчої влади, орган місцевого самоврядування, їхня посадова чи службова особа або інший суб'єкт, який здійснює владні управлінські функції. Іншою стороною є приватний елемент (громадянин, юридична особа приватного права тощо).
До числа адміністративних справ належать, зокрема, спори фізичних чи юридичних осіб із суб'єктом владних повноважень щодо оскарження його рішень (нормативно-правових актів чи правових актів індивідуальної дії), дій чи бездіяльності; з приводу прийняття громадян на публічну службу, її проходження, звільнення з публічної служби; щодо виборчого процесу тощо. В окремих випадках адміністративний суд розглядає справи за зверненням суб'єкта владних повноважень.
Адміністративний суд розглядає справу, як правило, за місцезнаходженням відповідача, тобто якщо офіційна адреса відповідача зареєстрована на території юрисдикції цього суду.

## Структура
Суд очолює його голова, який має заступника. У штаті 21 посада судді.
Організаційне забезпечення діяльності суду здійснює апарат, очолюваний керівником апарату, який має заступника. Загальна кількість працівників апарату — 128 осіб.
До патронатної служби входять помічники суддів. Секретарі судового засідання безпосередньо підпорядковані керівнику апарату та судді, з яким працюють відповідно до внутрішнього розподілу обов'язків.
Відділи апарату:
- діловодства та обліку звернень громадян (канцелярія)
  - сектор обробки архівних матеріалів
- управління персоналом
- планово-фінансової діяльності, бухгалтерського обліку та звітності
  - сектор з питань управління об'єктами державного майна та контролю за їх використанням
- обліково-статистичної та аналітичної роботи
- служби судових розпорядників[5].

## Керівництво
Голова суду — Смішлива Тетяна Вікторівна
 Заступник голови суду —
 Керівник апарату — Кабацька Юлія Валеріївна.